# Serba Jaman
Serba Jaman is een bestuurslaag in het regentschap Aceh Utara van de provincie Atjeh, Indonesië. Serba Jaman telt 428 inwoners (volkstelling 2010).